# Florencia (Cauca)
Pour les articles homonymes, voir Florencia.
Florencia est une municipalité située dans le département de Cauca, en Colombie.

## Histoire
La ville fortifiée est fondée par Sebastián de Belalcázar en 1535.
Dans le territoire de la commune, l’exploitation du café est la première ressource.

## Géographie
La commune se situe dans les landes à 1 500 mètres d'altitude. La température moyenne annuelle est de 19 degrés.